# كيث ألان (ممثل)
كيث ألان (بالإنجليزية: Keith Allan)‏ هو ممثل وكاتب سيناريو أمريكي بدأ مسيرته الفنية عام 2000.

## الأعمال
- المسحورات
- ويل وغريس
- بافي قاتلة مصاصي الدماء
- سي اس آي: التحقيق في موقع الجريمة
- سكرابز
- ويزردز أوف ويفرلي بليس
- فيكتوريوس

## وصلات خارجية
- الموقع الرسمي
- كيث ألان على موقع IMDb (الإنجليزية)
- كيث ألان على موقع ألو سيني (الفرنسية)
- كيث ألان على موقع أول موفي (الإنجليزية)
- كيث ألان على موقع قاعدة بيانات الفيلم (الإنجليزية)
- كيث ألان على موقع كينوبويسك (الروسية)